# Al'bert Šesternëv
Al'bert Alekseevič Šesternëv (in russo Альберт Алексеевич Шестернёв?, traslitterazione anglosassone: Albert Alekseyevich Shesternyov; Mosca, 20 giugno 1941 – Mosca, 5 novembre 1994) è stato un allenatore di calcio e calciatore sovietico, di ruolo difensore.
Tra il 1984 e il 1985 è il direttore delle giovanili del CSKA Mosca.

## Carriera
Durante la sua carriera ha giocato solo con il CSKA Mosca, con cui ha ottenuto 278 presenze ed una rete.
Moscovita, cresce nelle giovanili del CSKA con cui debutta, il più giovane nella storia del club, a soli 17 anni nel 1961. Presto si afferma a livello nazionale ed internazionale: nel settembre dello stesso 1961 infatti debutta con la maglia dell'URSS in amichevole contro l'Austria e, a soli 21 anni, è il più giovane capitano del CSKA in cui ricopre con autorità il ruolo di libero guadagnandosi l'appellativo di "Ivan il Terribile".
Con la Nazionale sovietica conta 88 presenze.
Nel 1966, nelle gare di preparazione al mondiale inglese che vedrà la nazionale sovietica giocarsi la semifinale contro la Germania Ovest, è nominato capitano. Nel 1968, alla sua 60ª presenza è lui a fronteggiare Giacinto Facchetti, nel tunnel dello stadio San Paolo di Napoli, durante il lancio della moneta che decide l'accesso alla finale dei Campionati Europei del 1968.
Nella vita privata era sposato alla pattinatrice Tatiana Zhuk, argento alle olimpiadi di Grenoble del 1968.
Nel 1982 è tornato, da allenatore, al CSKA.

## Palmarès

### Giocatore

#### Club
- Campionato sovietico: 1

CSKA Mosca: 1970

#### Individuale
- Calciatore sovietico dell'anno: 1

1970